# Helmsley
Helmsley is een civil parish in het district Ryedale in North Yorkshire, Engeland.
Het dorp ligt aan de rivier Rye en de waterloop Borough Beck die in de Rye uitmondt. De plaats ligt ongeveer veertien mijl ten oosten van Thirsk. In en rond Helmsley staan meerdere oude gebouwen, waarvan de overblijfselen van het kasteel van rond het jaar 1186 het bekendst zijn. In het dorp Rievaulx, dat er vlakbij ligt, staan de ruïnes van de Rievaulx Abbey, een abdij van de Cisterciënzers uit het jaar 1132.
Het gebied rond Helmsley werd zwaar getroffen in de nacht van 19 juni 2005, toen de dijken van de rivier Rye doorbraken.
Helmsley telde in 2001 1570 inwoners.

## Bijzonderheden
- De Indieband One Night Only is afkomstig uit Helmsley. In de videoclip van de single You and Me is de band rondom het kasteel van Helmsley te zien.[1]

## Galerij

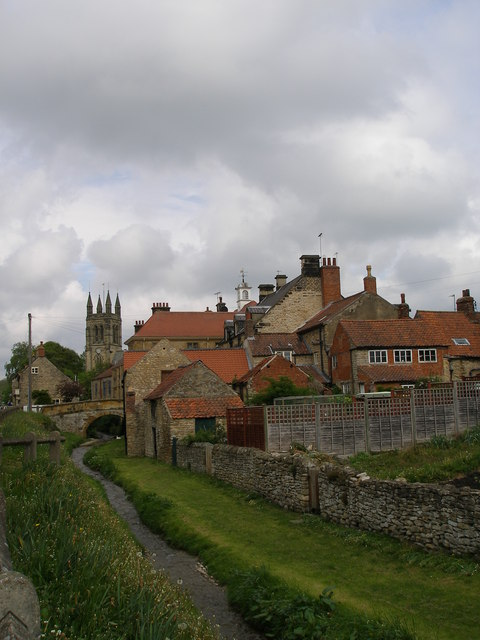
Zicht op Helmsley en de waterloop Borough Beck
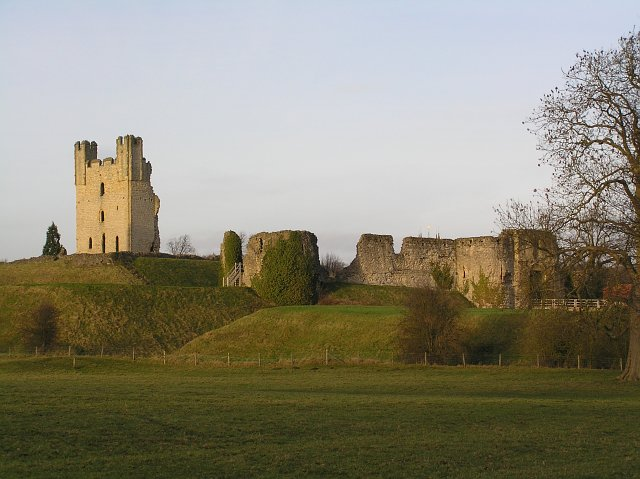
Het kasteel van Helmsley